# بخش‌های دپارتمان آردن
بخش‌های دپارتمان آردن (انگلیسی: Arrondissements of the Ardennes department) شامل ۴ بخش به شرح زیر است:
1. بخش شارلوویل-مزیئر با ۱۶۰ کمون (فرانسه) و جمعیت ۱۶۱ هزار نفر در سال ۲۰۱۳ می‌باشد.
2. بخش رتل با ۱۰۱ کمون (فرانسه) و جمعیت ۳۶ هزار نفر در سال ۲۰۱۳ می‌باشد.
3. بخش سدان با ۷۳ کمون (فرانسه) و جمعیت ۶۰ هزار نفر در سال ۲۰۱۳ می‌باشد.
4. بخش ووزییر با ۱۱۸ کمون (فرانسه) و جمعیت ۲۲ هزار نفر در سال ۲۰۱۳ می‌باشد.